# Microtus irani
Microtus irani е вид бозайник от семейство Хомякови (Cricetidae).

## Разпространение
Видът е разпространен в Иран.